# Стегниківська сільська рада
Стегниківська сільська́ ра́да — адміністративно-територіальна одиниця та орган місцевого самоврядування в Тернопільському районі Тернопільської області. Адміністративний центр — село Стегниківці.
Згідно з рішенням Байковецької сільської ради №7 від 22 грудня 2015 року Стегниківська сільська рада припинила свої повноваження у зв’язку з входженням до Байковецької територіальної громади

## Загальні відомості
Стегниківська сільська рада утворена в 1991 році.
- Територія ради: 17,58 км²
- Населення ради: 602 (на 1.01.2015)
- Територією ради протікає річка Гніздична

## Населені пункти
Сільській раді підпорядковані населені пункти:
- с. Стегниківці

## Населення
За переписом населення України 2001 року в сільській раді мешкало 735 осіб.
Станом на 19 жовтня 2023 року у селі проживає 653 особи.

### Мова
Розподіл населення за рідною мовою за даними перепису 2001 року:
| Мова       | Відсоток |
| ---------- | -------- |
| українська | 99,45 %  |
| російська  | 0,55 %   |

## Склад ради
Рада складалася з 15 депутатів та голови.
- Голова ради: Олійник Олег Михайлович

### Керівний склад попередніх скликань
| Прізвище, ім'я, по батькові | Основні відомості                                                   | Дата обрання | Дата звільнення |
| --------------------------- | ------------------------------------------------------------------- | ------------ | --------------- |
| Олійник Олег Миколайович    | Сільський голова, 1957 року народження, член Народного Руху України | 26.03.2006   | 31.10.2010      |
| Олійник Олег Михайлович     | Сільський голова, 1957 року народження, освіта вища, безпартійний   | 31.10.2010   |                 |

Примітка: таблиця складена за даними сайту Верховної Ради України

### Депутати
За результатами місцевих виборів 2010 року депутатами ради стали:

#### За суб'єктами висування
| Суб'єкт висування | Кількість обраних депутатів | %    |
| ----------------- | --------------------------- | ---- |
| Самовисування     | 14                          | 93,3 |
| Народна партія    | 1                           | 6,7  |

#### За округами
| № округу       | Прізвище, ім'я, по батькові   | Дата визнання обраним | Освіта             | Партійна приналежність | Відомості про обраного депутата             |
| -------------- | ----------------------------- | --------------------- | ------------------ | ---------------------- | ------------------------------------------- |
| Народна Партія |                               |                       |                    |                        |                                             |
| 4              | Пастернпк Михайло Васильович  | 31.10.2010            | середня спеціальна | член Народної партії   | ДП «Ліснасіння-Центр», робочий              |
| Самовисування  |                               |                       |                    |                        |                                             |
| 1              | Королюк Назарій Богданович    | 31.10.2010            | середня спеціальна | позапартійний          | тимчасово не працює                         |
| 2              | Могильська Наталія Богданівна | 31.10.2010            | середня спеціальна | позапартійна           | ТОВ «Янтар», пакувальник                    |
| 3              | Штанкевич Павло Теодорович    | 31.10.2010            | середня спеціальна | позапартійний          | тимчасово не працює                         |
| 5              | Каліщук Василь Мирославович   | 31.10.2010            | середня спеціальна | позапартійний          | ТОВ «Стегниківське», тракторист             |
| 6              | Чирський Володимир Йосипович  | 31.10.2010            | середня спеціальна | позапартійний          | приватний підприємець                       |
| 7              | Волинська Ірина Володимирівна | 31.10.2010            | середня спеціальна | позапартійна           | Стегниківська сільська рада, землевпорядник |
| 8              | Скиблюк Ярослав Ярославович   | 31.10.2010            | незакінчена вища   | позапартійний          | ТНЕУ, студент                               |
| 9              | Рудий Олег Ярославович        | 31.10.2010            | середня спеціальна | позапартійний          | тимчасово не працює                         |
| 10             | Чорномаз Романна Миколаївна   | 31.10.2010            | середня спеціальна | позапартійна           | Стегниківська сільська рада, секретар       |
| 11             | Маличок Марія Ярославівна     | 31.10.2010            | середня спеціальна | позапартійна           | ТОВ «Стегниківське», агроном                |
| 12             | Пастернак Надія Володимирівна | 31.10.2010            | середня спеціальна | позапартійна           | тимчасово не працює                         |
| 13             | Олійник Ольга Давидівна       | 31.10.2010            | вища               | позапартійна           | пенсіонер                                   |
| 14             | Шуль Михайло Теодорович       | 31.10.2010            | середня спеціальна | позапартійний          | ТОВ «Стегниківське», зоотехнік              |
| 15             | Чикало Степан Данилович       | 31.10.2010            | середня спеціальна | позапартійний          | пенсіонер                                   |